# Галина Крагельська
Галина Крагельська, власне Хелена Марія Крагельська, до шлюбу Слешинська, primo voto Grabiańczyna (народилася 12 травня 1886 року в Одесі, померла 19 квітня 1945 року у концтаборі Равенсбрюк) — польська громадська діячка, соціологиня, публіцистка та письменниця. Творила під псевдонімами Агата, Сабіна, Зофія.

## Життєпис
Донька Івана Слешинського, професора математики Новоросійського університету в Одесі, та Гелени, до шлюбу Августинович. Закінчила гімназію в Одесі. З 1908 року в Польській соціалістичній партії — революційній фракції, з 1912 року — в Російській партії соціалістів-революціонерів. У 1912—1917 роках на засланні — спочатку в Кишиневі, 1913 року — у Києві, з листопада 1914 року — у Східному Сибіру, поблизу міста Канськ. Після Лютневої революції та повалення царату повернулася із заслання через Смоленськ до Одеси. У 1918 році вступила до Польської організації військової (ПОВ) в Одесі. Здобувши незалежність, у 1919 році приїхала до Польщі. У 1919—1921 та 1927—1931 роках вона була заступником головного інспектора праці, займаючись головним чином системою охорони праці та соціального забезпечення, особливо охороною материнства та здоров'я працюючих жінок і неповнолітніх. У 1921—1925 роках перебуває у відпустці по догляду за дитиною. У 1928 чи 1929 році, отримавши стипендію Рокфеллера, подорожувала Швейцарією, Францією, Австрією та Німеччиною, вивчаючи систему праці та соціального забезпечення в Західній Європі. Брала участь у багатьох суспільно-політичних акціях лівих сил. З 1931 року була експерткою з питань праці, представляючи Польщу в Міжнародному бюро праці в Женеві.
Активістка Ліги захисту прав людини і громадянина, Асоціації польських вільнодумців та Міжнародної організації допомоги революціонерам.
Публікувала як вірші, так і художню прозу, а також наукові та суспільні дослідження. У 1932 році Інститут соціальної економіки опублікував її книгу «Жіноча праця в текстильній промисловості». У цей час вона проводила первинний відбір рукописів, поданих до Інституту на конкурс «Спогади безробітних». До складу конкурсної комісії увійшли: Тадеуш Бой-Желенський і Броніслав Земецький. Про підсумкову післяконкурсну публікацію в пресі з'явилося понад 200 рецензій, зокрема й 21 закордонна. У 1933 році у Львові вийшла ще одна публікація Крагельської під назвою Трансформації в сучасній сім'ї та в ролі жінки. У своїй подальшій роботі Крагельська разом із двома письменниками: Леоном Кручковським та Анджеєм Стругом взялася за оцінку дуже великого матеріалу, надісланого на конкурс «Спогадів селян», організований Інститутом соціальної економіки. Обидва видання, створені в результаті цих мемуарних конкурсів, досі широко використовуються дослідниками соціальної історії Польщі.
З 1933 року була пов'язана з літературною групою «Передмістя». Її звинуватили в наклепі на владу та поліцію у її романі «Польський страйк» 1937 року, потім виправдали (її захисником був Мечислав Ярош) . У 1937 році вона співзаснувала Демократичний клуб у Варшаві.
Після агресії Третього Рейху на Польщу у вересні 1939 року під час оборони Варшави стала командувачкою протиповітряної оборони в Мокотові, де координувала гасіння пожеж, порятунок людей та організацію харчування. Також працювала у Військово-історичному бюро та Інформаційно-пропагандистському бюро Головного командування ZWZ — AK. У 1941 році потрапила в тяжку аварію, потрапила під німецький військовий автомобіль і втратила ногу. Тоді вона несла важливі звіти та, попри страждання, зуміла передати їх у потрібні руки, уникаючи викриття. На знак визнання цього вчинку її нагороджено Хрестом Хоробрих. Авторка брошури «Аушвіц — щоденник в'язня» (пізніше виявилося, що щоденники значною мірою базуються на розповіді Владислава Бартошевського). У липні 1944 року її передано «…невідомими злочинцями» Гестапо …", а потім ув'язнено в концентраційному таборі Равенсбрюк, де вона померла або, імовірніше, її вбито 19 квітня 1945 року. Перед смертю написала тези до діяльності інспекції праці у відродженій Польщі.
На новому цвинтарі у Служеві на вулиці Валбжих, є її символічна могила (сімейна могила).

### Особисте життя
Влітку 1917 року у Смоленську, повертаючись із Сибіру, пошлюбила свого давнього партнера Юзефа Грабянку. За рік чоловік помер від туберкульозу. 22 травня 1920 року одружилася з Антонієм Крахельським (1892—1948), міністерським чиновником. Народила трьох дітей: близнюки Галина і Мар'ян (1920 р.н.) і Леха (1923 р.н.).

## Ордени та нагороди
- Орден Грюнвальдського хреста 3-го ступеня (посмертно, 11 липня 1946)[14][15];
- Хрест Хоробрих.

## Пам'ять
Національна інспекція праці заснувала у 1989 році премію імені Галини Крагельської, яка присуджується за «видатні досягнення в галузі запобігання шкідливим діям на виробництві, нагляду і контролю за додержанням законодавства про працю, винаходи, розробку і впровадження безпечної техніки й технологій у сфері охорони праці, а також популяризації трудового законодавства та охорони здоров'я та безпеки праці».
Меценатка 33-ї акції Національної школи державного управління імені Президента Республіки Польща Леха Качиньського.
У 2021 році опубліковано доповідь Ольги Гітквич «Krahelska, Krahelskie», яка була номінована на Літературну премію Столичного міста Варшави в категорії книг про Варшаву.

## Наукові та суспільні дослідження

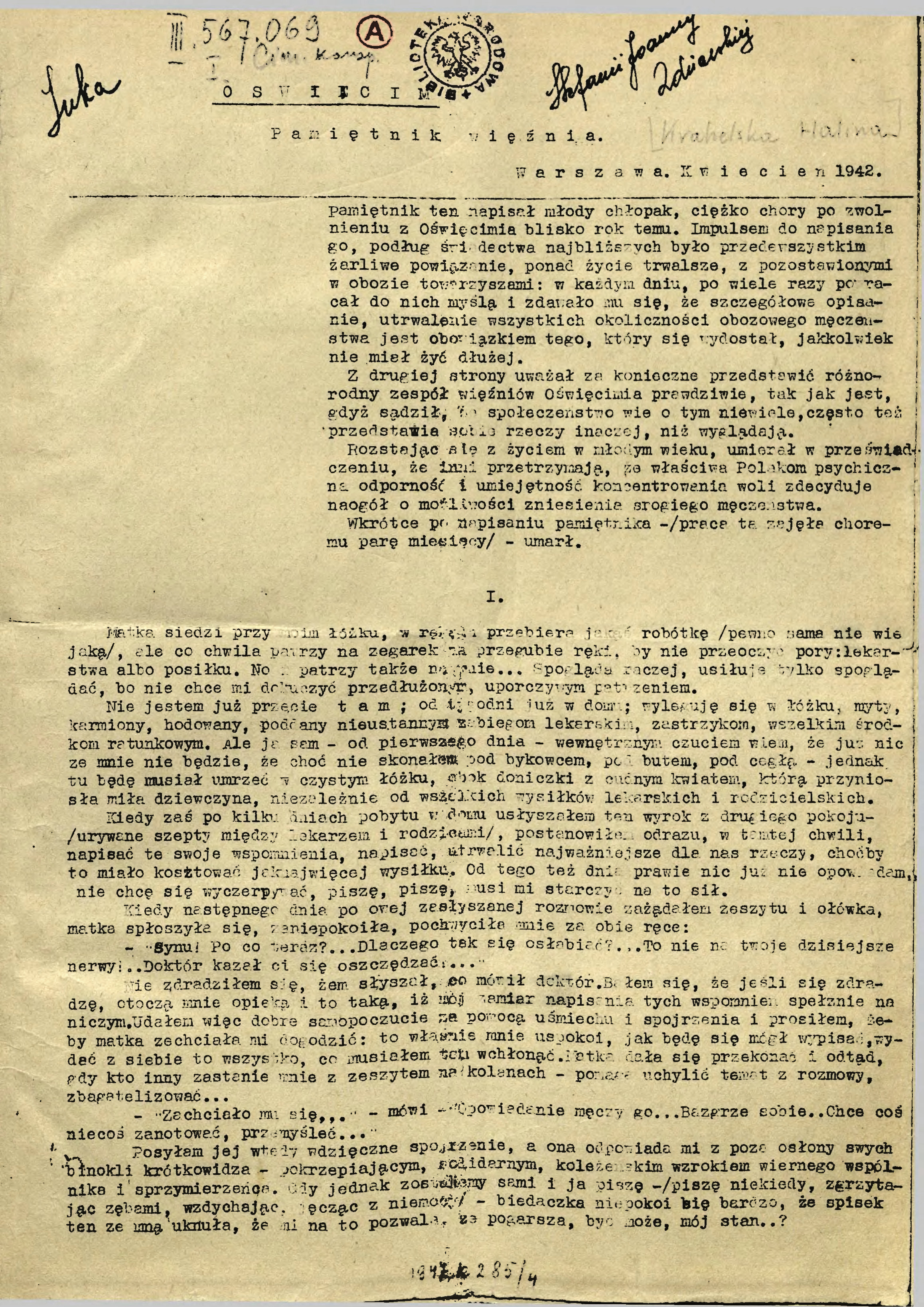
Доповідь з Освенцима, написана Крахельською в 1942 році під назвою Аушвіц, щоденник в'язня.

- Лодзінська текстильна промисловість і трудове законодавство, Передмова: Л. Кшивіцький, Варшава 1927.
- Охорона материнства робітників на польських державних підприємствах, Варшава 1928.
- Охорона праці в Польщі. Сучасний стан та шляхи подальшого розвитку [Співавт.: В. Ландау], Варшава 1928.
- Праця дітей та молоді в Польщі, Варшава 1928.
- Робота з молоддю і завдання соціального служіння, Варшава 1930.
- Передмова до: Е. Фрелкова: Праця молоді в друкарській промисловості в Польщі, Варшава 1929.
- Людський фактор у виробництві. П'ять років на економічному фронті , Варшава 1931.
- Праця жінок у сучасній промисловості, Передмова Л. Кшивіцького. Варшава 1932 рік.
- Трансформації в сучасній родині та в ролі жінки. Господарське життя і суспільне господарство, Львів 1933.
- Життя безробітних. Оглядове дослідження [Співавт.: С. Прусс], Варшава 1933.
- Оплата праці як єдина раціональна основа зайнятості молоді, Варшава 1934.
- Правда про трудові відносини, Львів 1934.